# Mubarak Ata Mubarak
Mubarak Ata Mubarak (né le 17 décembre 1981) est un athlète saoudien, spécialiste du 110 mètres haies.

## Biographie
Il remporte la médaille d'or lors du 110 m haies lors des championnats d'Asie 2000, à Djakarta. 

## Palmarès
| Date | Compétition         | Lieu     | Résultat | Épreuve     | Temps   |
| ---- | ------------------- | -------- | -------- | ----------- | ------- |
| 2000 | Championnats d'Asie | Djakarta | 1er      | 110 m haies | 14 s 02 |
| 2000 | Championnats d'Asie | Djakarta | 3e       | 4 x 100 m   | 39 s 60 |
| 2002 | Championnats d'Asie | Colombo  | 2e       | 110 m haies | 13 s 96 |
| 2002 | Championnats d'Asie | Colombo  | 2e       | 4 x 100 m   | 39 s 16 |
| 2004 | Jeux panarabes      | Alger    | 2e       | 110 m haies | 13 s 71 |
| 2004 | Jeux panarabes      | Alger    | 1er      | 4 x 100 m   | 39 s 40 |
| 2005 | Championnats d'Asie | Incheon  | 6e       | 110 m haies | 14 s 13 |
| 2005 | Championnats d'Asie | Incheon  | 3e       | 4 x 100 m   | 39 s 25 |

### Records
| Épreuve     | Performance | Lieu       | Date            |
| ----------- | ----------- | ---------- | --------------- |
| 110 m haies | 13 s 68     | Lapinlahti | 18 juillet 2004 |